# James Pickens mladší
James Pickens mladší (* 26. října 1954, Cleveland, Ohio, USA) je americký herec. Nejvíce známý je díky roli Dr. Richarda Webbera v seriálu televizní stanice ABC Chirurgové a také díky vedlejší roli zástupce režiséra Alvina Kershe v pozdějších sezónách science fiction seriálu Akta X.

## Biografie
Pickens se narodil v Clevelandu v Ohio a dokud studoval na Bowling Green State University, o herectví nejevil zájem. Jeho první herecká role byla v univerzitní hře Matters of Choice od Chucka Gordona. Pickens získal bakalářský titul výtvarného umění v roce 1976.

## Kariéra
Pickens začal svou hereckou kariéru v divadle v New Yorku rolí Waltera Leeho ve hře A Raisin in the Sun. V roce 1981 účinkoval ve hře A Soldier's Play spolu s herci Denzelem Washintonem a Samuelem L. Jacksonem.
V roce 1990 se Pickens přestěhoval na západní pobřeží amerického kontinentu a začal svou hollywoodskou kariéru rolí Zacka Edwardse v seriálu Another World. Jeho kariéra pokračovala rolemi v seriálech "Akta X", Larry, kroť se, Západní křídlo, Roseanne, Beverly Hills 90210, JAG a Odpočívej v pokoji.
V roce 2002 získal Pickens epizodní roli zoo doktora ve filmu Červený drak.
28. února 2007 se James Pickens mladší zúčastnil benefičního koncertu předčítáním "The Gift of Peace" na americké univerzitě UCLA. Ztvárnil muže, kterého životní zkušenosti přimějí stát se dobrovolníkem v mírovém hnutí. Hrál zde společně s herci Edem Asnerem, Barbarou Bain, Amy Brenneman, Georgem Coem a Wendie Malick. Hra je otevřeným apelem a sbírkou pro přijetí rezolučního zákona , který požaduje zřízení ministerstva "Oddělení míru" v americké vládě, které by mělo být každoročně ze 2% financováno z Pentagonského rozpočtu.
V roce 2005 byl Pickens vybrán do role Dr. Richarda Webbera v lékařském seriálu Chirurgové.

## Osobní život
Pickens je ženatý se zpěvačkou bývalé skupiny Musique Ginou Taylor. Společně vychovávají dvě děti. Ve volném čase se James Pickens mladší věnuje jezdectví a westernovému ježdění. Je členem United States Team Roping Championship a pravidelně se zúčastňuje westernových závodů po celém světě. Vlastní amerického kovbojového koně, který se jmenuje Smokey.
Pickensovi oba synové, Carl Tharps a Gavyn Picken, působí v show businessu. Jeho syn Carl v současné době pracuje na své hip hopové kariéře a je k vidění v televizních představeních zahrnující Hangin' with Mr. Cooper, ve kterém působí společně se svým dlouhodobým přítelem Omarem Goodingem.

## Filmografie

### Film
| Rok  | Název                    | Role                      |
| ---- | ------------------------ | ------------------------- |
| 1986 | Smrtící triky            | Řidič záchranky           |
| 1987 | Hotshot                  |                           |
| 1992 | Lotři                    | Policejní důstojník Reese |
| 1993 | Bod varu                 | Vězeňský důstojník        |
| 1993 | Hrozba společnosti       | Man                       |
| 1994 | Loučení se svobodou      | Kapt. Connor              |
| 1994 | Jimmy Hollywood          | Cook                      |
| 1995 | Mrtví presidenti         | Pan Curtis                |
| 1995 | Nixon                    | Řečník                    |
| 1996 | Síla 98                  | Det. Wilkinson            |
| 1996 | Spáči                    | Marlboro                  |
| 1996 | Duch minulosti           | Medgar Evers              |
| 1997 | Za branami pekla         | Dozorce                   |
| 1997 | Rakeťák                  | Ben Stevens               |
| 1998 | Koule                    | O.S.S.A. instruktor       |
| 1998 | Skandál Bulworth         | Strýc David               |
| 1998 | Nevinný výlet            | Walter Payne              |
| 1999 | Nespoutaná volnost       | Sylviin otec              |
| 2000 | Traffic – nadvláda gangů | Ben Williams              |
| 2002 | Jeden pokoj              | Ředitel Robbins           |
| 2003 | White Rush               | Denny                     |
| 2005 | Venom                    | Šerif                     |
| 2008 | Ball Don't Lie           | Roberto                   |
| 2010 | Jedině ona               | Lloyd Wright              |
| 2013 | 42                       | pan Brock                 |

### Televize
| Rok             | Název                          | Role                                   | Poznámky                            |
| --------------- | ------------------------------ | -------------------------------------- | ----------------------------------- |
| 1986–90         | Another World                  | Zack Edwards                           |                                     |
| 1992            | Kvítko                         | Vinnie                                 | díl: „The Letter“                   |
| 1992            | Parker Lewis musí vyhrát       | Fred                                   | díl: „Hungry Heart“                 |
| 1992            | Reportérka                     | Jonathan Heglin                        | TV film                             |
| 1992            | Právo v Los Angeles            | Joseph Russell                         | díl: „Zo Long“                      |
| 1992            | Doogie Howser, M.D.            |                                        | díl: „Roommate With a View“         |
| 1991–92         | Beverly Hills 90210            | Henry Thomas                           | 9 dílů                              |
| 1993            | To je vražda, napsala          | Sonny Greene                           | díl: „List of Murder, The Survivor“ |
| 1994            | Odpadlík                       | —                                      | díl: „Hostage“                      |
| 1994            | Coach                          | Rick Williams                          | díl: „Blue Chip Blues“              |
| 1994            | Farmáři                        | Isaac                                  | TV film                             |
| 1994            | Me and the Boys                | Coach                                  | díl: „Black Dads Can't Jump“        |
| 1994            | Volání o pomoc                 | Brad Currie                            | TV film                             |
| 1994            | Lily in Winter                 | Chick                                  | TV film                             |
| 1995            | Běsnící peklo                  | —                                      | TV film                             |
| 1995            | Sharon's Secret                | Ashmore                                | TV film                             |
| 1995            | Dotek anděla                   | George                                 | díl: „Vnitřní neklid“               |
| 1996            | Čmuchalové                     | Agent John DeGraf                      | TV film                             |
| 1996            | In the House                   | Russell                                | díl: „My Crazy Valentine“           |
| 1996            | The Lazarus Man                | —                                      | díl: „The Conspirator“              |
| 1996            | Stíny nad Waikiki              | —                                      | díl: „Allergic to Golf“             |
| 1996            | Nebezpečné myšlenky            | trenér Butch Kelly                     | díl: „Moonstruck“                   |
| 1990–1996, 2018 | Roseanne                       | Chuck Mitchell                         | 21 dílů                             |
| 1997            | Pacific Palisades              | Josh Smith                             | díl: „Past & Present Danger“        |
| 1997            | Walker, Texas Ranger           | Seržant Luther Parrish                 | díl: „The Fighting McLains“         |
| 1996–97         | Something So Right             | Jim                                    |                                     |
| 1998            | Chameleon                      | Clark Thomas                           | díl: „Letecká katastrofa“           |
| 1998            | Show Jerryho Seinfelda         | Detektiv Hudson                        | díl: „The Finale“                   |
| 1998            | Básník                         | Detektiv Walter Engelhart              | TV film                             |
| 1997–98         | Brooklyn South                 | Detektiv                               | 4 díly                              |
| 1999            | Pomsta - s.r.n.                | Pan Hobbs                              | díl: „Friends“                      |
| 1999            | Taková malá vražda             | Det. Larry Gray                        | TV film                             |
| 1999            | JAG                            | Wallace Burke                          | díl: „Návrat“                       |
| 2000            | City of Angels                 | Wilson Patterson                       | 3 díly                              |
| 2000            | Daddio                         | Doug Grayson                           | díl: „The Premium Also Rises“       |
| 2000            | Policejní okrsek               | Pan Lane                               | díl: „The Real Terrorist“           |
| 2000            | Rodinné právo                  | —                                      | díl: „Family Values“                |
| 1993–2000       | Policie New York               | Nathan Foster Lt. Joe Abner            | 3 díly                              |
| 1997–2000       | Advokáti                       | Detektiv Mike McKrew                   | 15 dílů                             |
| 1998–2000       | Možná už zítra                 | Soudce Lucius Pearl                    | 2 díly                              |
| 2001            | Vždy věrný                     | pan Maddox                             | TV film                             |
| 2002            | Křižovatky medicíny            | Dr. Everett Sloane                     | díl: „Outcomes“                     |
| 2002            | Drzá Jordan                    | Agent Hawkins                          | díl: „Žádné bomby“                  |
| 2002            | MDs                            | pan Farrell                            | díl: „Cruel and Unusual“            |
| 1998–2018       | Akta X                         | FBI zástupce vyšetřovatele Alvin Kersh | 21 dílů                             |
| 2001–02         | Philly                         | Clyde Coleman                          | 7 dílů                              |
| 2003            | Kriminálka Miami               | Vězeň Warden                           | díl: „Uprchlí vězni“                |
| 2003            | The Lyon's Den                 | Terrance Christianson                  | 3 díly                              |
| 2002–03         | Odpočívej v pokoji             | Roderick Charles                       | 2 díly                              |
| 2002–03         | Becker                         | Cliff Bennett                          | 3 díly                              |
| 2004            | Line of Fire                   | Kenneth Stevens                        | díl: „The Senator“                  |
| 2004            | Západní křídlo                 | Starosta                               | díl: „Full Disclosure“              |
| 2004            | Jack & Bobby                   | Marcus Ride                            | neprodaný televizní pilot           |
| 2005            | Larry, kroť se                 | Doktor                                 | 2 díly                              |
| 2007–09         | Private Practice               | Dr. Richard Webber                     | 2 díly                              |
| 2005–dosud      | Chirurgové                     | Dr. Richard Webber                     | hlavní role                         |
| 2010            | Seattle Grace: Mission of Hope | Dr. Richard Webber                     | 6 dílů                              |
| 2018            | Yellowstone                    | starý kovboj                           | díl: „The Unravelling, Pt. 2“       |
| 2018–dosud      | The Conners                    | Chuck Mitchell                         | 5 dílů                              |

### Internet
| Rok  | Název                          | Role               | Poznámky    |
| ---- | ------------------------------ | ------------------ | ----------- |
| 2010 | Seattle Grace: Message of Hope | Dr. Richard Webber | 6 dílů      |
| 2018 | Grey's Anatomy: B-Team         | Dr. Richard Webber | díl: „Four“ |

## Ocenění a nominace
| Rok  | Ocenění                    | Kategorie                                        | Práce      | Výsledek  |
| ---- | -------------------------- | ------------------------------------------------ | ---------- | --------- |
| 2005 | Screen Actors Guild Awards | nejlepší obsazení: drama                         | Chirurgové | nominace  |
| 2006 | Gold Derby Awards          | nejlepší seriálové obsazení                      | Chirurgové | nominace  |
| 2006 | NAACP Image Awards         | nejlepší seriálový herec ve vedlejší roli: drama | Chirurgové | nominace  |
| 2006 | Satellite Awards           | nejlepší obsazení televizního seriálu            | Chirurgové | vítězství |
| 2006 | Screen Actors Guild Awards | nejlepší obsazení: drama                         | Chirurgové | vítězství |
| 2007 | Gold Derby Awards          | nejlepší seriálové obsazení                      | Chirurgové | nominace  |
| 2007 | Monte-Carlo TV Festival    | nejlepší seriálový herec: drama                  | Chirurgové | nominace  |
| 2007 | NAACP Image Awards         | nejlepší seriálový herec ve vedlejší roli: drama | Chirurgové | nominace  |
| 2007 | Screen Actors Guild Awards | nejlepší obsazení: drama                         | Chirurgové | nominace  |
| 2008 | NAACP Image Awards         | nejlepší seriálový herec ve vedlejší roli: drama | Chirurgové | nominace  |
| 2009 | NAACP Image Awards         | nejlepší seriálový herec ve vedlejší roli: drama | Chirurgové | nominace  |
| 2010 | NAACP Image Awards         | nejlepší seriálový herec ve vedlejší roli: drama | Chirurgové | nominace  |
| 2011 | NAACP Image Awards         | nejlepší seriálový herec ve vedlejší roli: drama | Chirurgové | nominace  |
| 2012 | NAACP Image Awards         | nejlepší seriálový herec ve vedlejší roli: drama | Chirurgové | vítězství |
| 2014 | NAACP Image Awards         | nejlepší seriálový herec ve vedlejší roli: drama | Chirurgové | nominace  |